# 조영구의 오디션
《조영구의 오디션》는 2008년에 GTV에서 방송된 스타 오디션 프로그램이다.